# بیمارستان امیرالمومنین علی (زابل)
بیمارستان امیرالمومنین علی بیمارستانی است درمانی واقع در شهر زابل، استان سیستان و بلوچستان وابسته به دانشگاه علوم پزشکی زابل است.